# 중국계 일본인
중국계 일본인(中國系日本人)은 중화인민공화국 국적자를 가리키는 ‘재일중국인’과 중화민국 국적자를 가리키는 ‘재일 타이완인’과 같이, 중국으로부터 일본으로 건너온 중국인을 합쳐서 부르는 말이다. 재일중국인(일본어: 在日中国人) 혹은 일본 화인(일본어·중국어: 日本華人)이라고도 부른다.
2007년말에는 606,889명이였고, 2008년에 655,377명의 재일중국인으로 등록되어 있다. 통계 상으로는 도쿄도 인구 100명당 1명은 재일중국인으로 알려져 있다. 일본과 거리가 가깝다는 지리적인 이점이 있어, 옛날부터 일본으로 이주하여 요코하마시, 고베시, 나가사키시에 차이나타운을 형성하고 있다.

## 같이 보기
- 화교
- 중화학교
- 차이나타운
- 일본의 민족 문제